# Карножицкий, Александр Николаевич
Александр Николаевич Карножицкий (1867, Могилёв — 1906, Санкт-Петербург) — кристаллограф, доктор минералогии и геогнозии, приват-доцент Санкт-Петербургского университета.

## Биография
Родился   27 сентября 1867 года в Могилёве в семье преподавателя духовного училища.
В 1885 году окончил с золотой медалью Могилёвскую гимназию. В 1885—1889 годах учился на физико-математическом факультете Санкт-Петербургского университета; занимался на кафедре минералогии — ученик Е. С. Фёдорова, а также М. В. Ерофеева и продолжатель его исследований морфологии и дефектности кристаллов. Во время обучения выезжал на геологические съёмки территорий Могилевской и Витебской губерний, по заданию Минералогического общества — на Урал.
В 1894 году, на заседании Минералогического общества, он высказал мысль, расширяющую границы биогенеза: 

Жизнь есть совокупность химических и физических реакций и могла получить зарождение в момент выделения кристаллического слоя из раствора под действием условий, определяющих органическую жизнь, — подвижности химического состава, определённых температуры и давления— Юшкин Н. Рождённые из кристаллов?
В 1895 году был удостоен степени магистра минералогии и геогнозии (диссертация «О природе и происхождении вицинальных плоскостей кристаллов»), а в 1897 году — доктора (диссертация «Евгение-Максимилиановские минеральные копи и некоторые другие новые или мало исследованные месторождения минералов в области Среднего Урала») — обе диссертации были защищены в Казанском университете.
Часто бывал в Златоустовском и Кыштымском горных округах; в 1897 году открыл богатейшие минеральные копи и месторождения аквамарина на южных отрогах хребта Юрма (Златоустовский уезд на Урале).
На заседании физического отделения РФХО 13 февраля 1896 года А. Н. Карножицкий вместе с Б. Б. Голицыным сделали доклад «Об источниках исхождения Х-лучей».
Возможно, работал в Горном институте, поскольку 6 июня 1898 года Совет института обратился с ходатайством отправить Карножицкого в командировку в Финляндию «для поисков и собрания минералов и горных пород с целью пополнения запасного музеума Горного института».
А. Н. Карножицкий поддерживал и развивал гипотезу А. С. Норова об Атлантиде.
В 1903 году лечился больнице для душевнобольных.
Летом и осенью 1905 года по поручению Минералогического общества проводил исследования на Урале.
Скончался в марте 1906 года на 39 году жизни. Похоронен на Смоленском православном кладбище Петербурга

«А. И. скончался при самой трагической обстановке, в запертой квартире, при отсутствии каких бы то ни было людей, так что даже день его смерти остался неизвестен; квартира была открыта случайно зашедшим к нему близким знакомым, и таким образом обнаружилось, что хозяин квартиры скончался».
Его коллекция минералов была передана Минералогическому кабинету Петербургского университета.